# Needle Island (Rauer-Inseln)
Needle Island (von englisch needle ‚Nadel‘) ist eine längliche und sehr schmale Insel vor der Ingrid-Christensen-Küste des ostantarktischen Prinzessin-Elisabeth-Lands. Sie gehört zu den Rauer-Inseln und liegt südlich von Efremova Island.
Australische Wissenschaftler benannten sie deskriptiv.